# Jay Dohnt
Jay Dohnt (nascido em 20 de novembro de 1989) é um nadador paralímpico australiano. Conquistou a medalha de bronze nos Jogos Paralímpicos de 2008 em Pequim nos 400 metros livre, categoria S7, ao terminar a prova com o tempo de 4min59s47.